# Беш-Озёк
Беш-Озёк — село в Шебалинском районе Республики Алтай России. Административный центр и единственный населенный пункт Беш-Озёкского сельского поселения.

## История
В 1965 г. Указом Президиума ВС РСФСР село Бешпельтир переименовано в Беш-Озёк.

## Население
| 2010 | 2011 | 2012 | 2013 | 2014 | 2015 | 2016 |
| ---- | ---- | ---- | ---- | ---- | ---- | ---- |
| 611  | →611 | ↗622 | ↘606 | ↘589 | ↘587 | ↘577 |
| 2017 | 2018 | 2019 | 2020 | 2021 |      |      |
| ↗597 | ↘585 | ↘568 | ↗579 | ↘574 |      |      |